# Cornhole

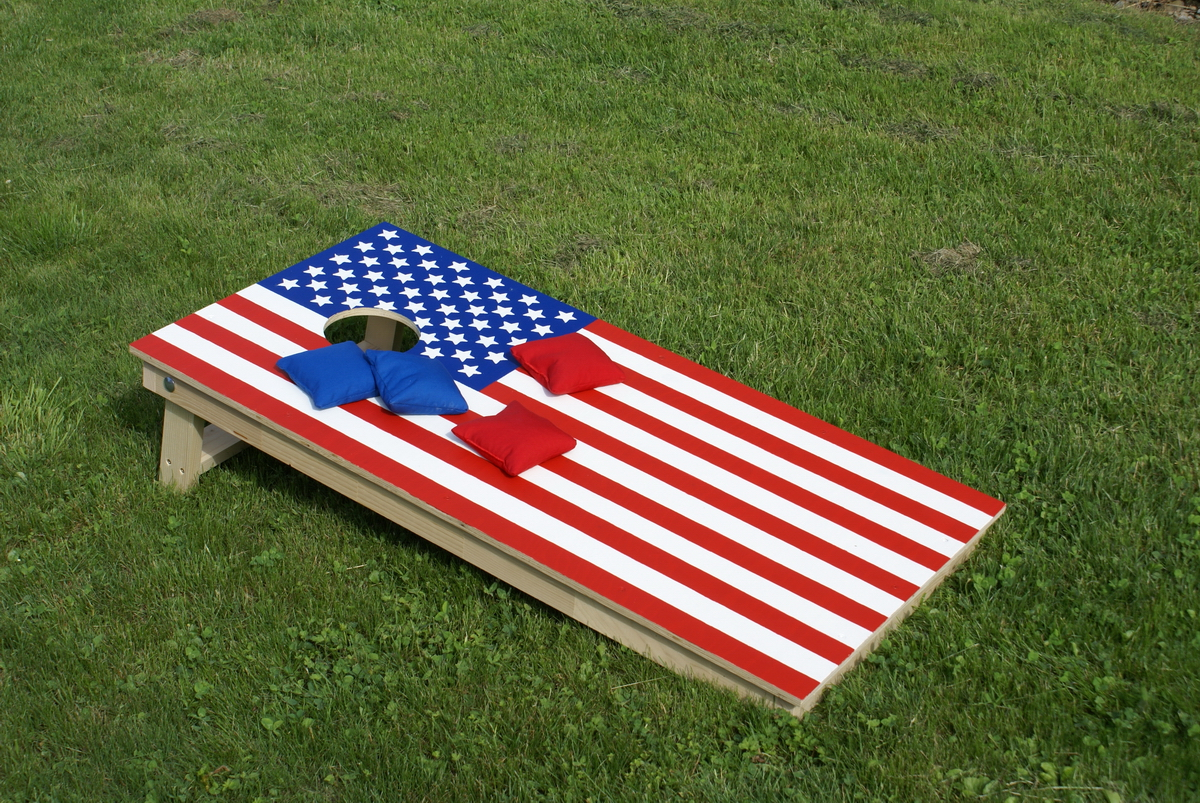
Cornhole

Cornhole, auch bekannt als Bean Bag oder Sackloch, ist ein Freizeitspiel, bei dem mehrere Spieler abwechselnd mit Granulat oder Mais gefüllte kleine Säcke (Bean Bags) auf eine angehobene Plattform mit einem Loch werfen. Bleibt ein Säckchen auf der Plattform liegen, ist ein Punkt erzielt, fällt ein Säckchen in das Loch, sind drei Punkte erzielt. Das Spiel ist vor allem in den Vereinigten Staaten populär.

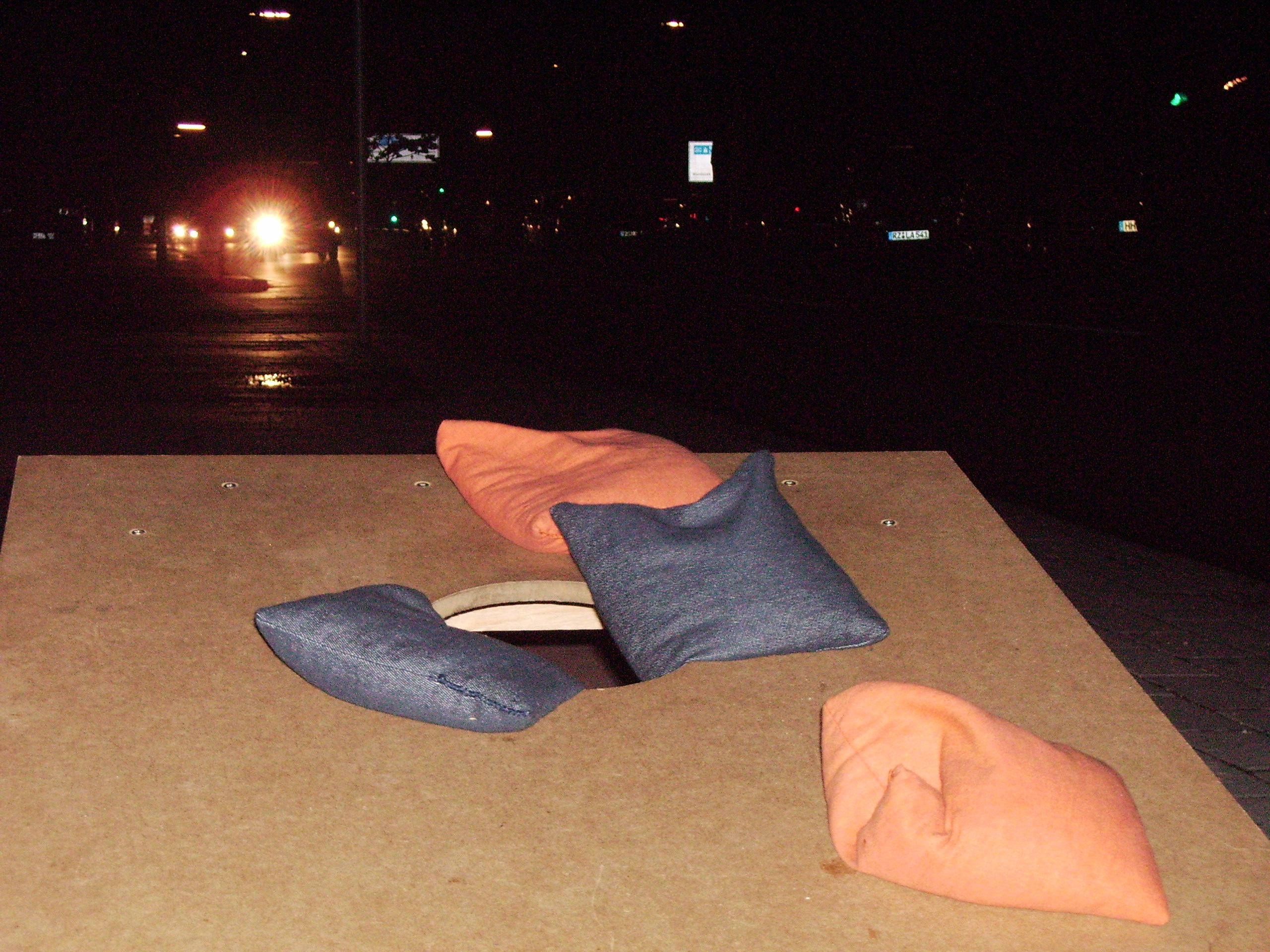
Cornhole-Spiel

## Allgemeine Spielregeln
Double 

Ein Spiel wird mit vier Spielern gehalten, die jeweils Zweierteams bilden. Sie verteilen sich jeweils links und rechts in die so genannten Pitcher's Box, die sich neben der Cornhole-Plattform der Gegner befinden. Jeder Spieler wirft nun auf die gegenüberliegende Cornhole-Plattform jeweils vier Säckchen. Die Spieler haben zwanzig Sekunden Wurfzeit.
Die beiden Cornhole-Plattformen stehen mit einem Abstand von Vorderkante zu Vorderkante, 8,23 m (27 ft.) auseinander.
 Single 

Der Aufbau eines typischen Double-Spieles.

Ein Single-Spiel wird mit nur zwei Spielern gehalten, die gegeneinander spielen. Die anderen Regeln vom Double werden übernommen.
Team

Es werden 4 Single und 2 Double gespielt.
Punkte und Ablauf

Allgemein gilt, dass ein Säckchen, das nach dem Wurf ohne den Boden zu berühren auf der Cornhole-Plattform liegen bleibt, einen Punkt zählt, und ein Säckchen, das in das Cornhole-Loch fällt, drei Punkte zählt. Jedoch können auch Punkte verloren gehen, wenn ein Spieler ein Säckchen mit einem anderen Säckchen von der Plattform stößt. Außerdem kann ein Säckchen, welches auf der Plattform liegt, mithilfe eines anderen Säckchens in das Cornhole-Loch geschoben werden.
Säckchen, die auf der Plattform liegen aber den Boden berühren sind ungültig, und werden sofort von der Plattform entfernt.
Gezählt wird die Differenz der Punkte. Der Spieler, der als erstes 21 Punkte erzielt, hat den Satz gewonnen. Ein Spiel besteht aus drei Sätzen.

## Spielmaterial

### Das Brett
Die Bretter haben zulässige Abmessungen zwischen 121 cm × 60 cm (47,5" × 23,5") und 122 cm × 61 cm (48" × 24"). In Europa werden davon leicht abweichend auch 120 cm lange Bretter verwendet. Das Loch hat einen Durchmesser von 15,24 cm (6") und seine Mitte ist 23 cm (9") von der Hinterkante entfernt. Die Höhe des aufgestellten Bretts ist vorne 8 cm (3" bis 4"), hinten 30 cm (12"). Die Oberfläche ist glatt, in der Regel lackiert oder anders beschichtet, so dass die Wurfsäckchen darauf gleiten können.
Es werden zwei Bretter benötigt.

#### Abweichende Regelungen des DeCoV
Format des Bretts 90 × 60 cm, Lochdurchmesser 15 cm, Lochmittenabstand zur Hinterkante 27,5 cm, Höhe vorne 9,5 cm, hinten 25 cm.

### Die Wurfsäckchen
Die Säckchen sind quadratisch mit 15,25 cm (6") Kantenlänge und wiegen ca. 454 g (1 lb). Die Ecken dürfen leicht gerundet sein. In der Wettbewerbsausführung müssen sie mit beständigem Kunststoffgranulat gefüllt und flach liegend zwischen 28 mm (1 1/8") und 38 mm (1 1/2") dick sein.
Es werden acht Säckchen benötigt, je vier in zwei verschiedenen Farben.

#### Abweichende Regelungen des DeCoV
Die Säckchen haben 15 cm Kantenlänge und wiegen 400 g.

## Geschichte
Es ist unbekannt, wo der wahre Ursprung des Spieles liegt, obwohl es Vermutungen und Geschichten über den Ursprung des Cornholes gibt. Eine Vermutung besagt, dass das Spiel erstmals im 14. Jahrhundert in Deutschland gespielt wurde und im letzten Jahrhundert in Ohio wiederentdeckt wurde. Es gibt Augenzeugen, die besagen, dass Indianer (vorwiegend der Blackhawk-Stamm) nahe Illinois ein sehr ähnliches Spiel gespielt haben. Das Spiel gewann in den 1990ern erhebliche Popularität in Athens, Ohio und East Lansing, Michigan, an den Universitäten Ohio University und Michigan State University. Seither etablierte es sich als fester Bestandteil des in den Vereinigten Staaten sehr verbreiteten Tailgating (von englisch tailgate, ‚Heckklappe‘), einem sozialen Event im Vorfeld zahlreicher Sportveranstaltungen, bei dem auf Veranstaltungsparkplätzen gemeinsam gegrillt und getrunken wird.
In Deutschland wurde das Spiel in der Sendung Schlag den Raab vom Dezember 2011 im Rahmen des Wettstreits vorgestellt und somit erstmals einem breiteren Publikum bekannt. Der Deutsche Cornhole Verband richtete am 16. und 17. Juni 2012 die erste offizielle Deutsche Meisterschaft im Cornhole in Hannover aus.

## Deutsche Meister
Deutsche Meister des Deutschen Cornhole Verbandes (DeCoV) im Cornholespiel seit 2012:
- 2012 Hannover:
  - Damen: Maya Göbel (Witten)
  - Herren: Kim Kant (Pinneberg) - Verein: CKP - Cornhole Kreis Pinneberg
- 2013 Lindhorst:
  - Damen: Nadine Hattendorf (Lindhorst) - Verein: Tus Jahn Lindhorst
  - Herren: Timo Nerge (Beckedorf) - Vereinslos
  - Damen Doppel: Linda Fornefeld und Veronika Becker (beide Witten)
  - Herren Doppel: Timo Nerge (Beckedorf) - Vereinslos und Mario Schlinke (Lindhorst) - Verein: TuS Jahn Lindhorst
- 2014 Nendingen:
  - Damen: Annette Timm (Schenefeld) - Verein: CKP - Cornhole Kreis Pinneberg
  - Herren: Uwe Thome (Quierschied)
  - Damen Doppel: Nadine Hattendorf (Lindhorst) und Sina Schirmer (Lindhorst) - Verein: TuS Jahn Lindhorst
  - Herren Doppel: Manfred Ullmann (Nürnberg) und Christian Trampert (Pellingen)
- 2014 Rust (1. DM im Team-Wettbewerb):
  - Sackloch-Team Quierschied (Uwe Thome, Marc Le Roch, Peter Müller, Matthias Puhl)
- 2015 Pinneberg:
  - Damen: Stefanie Vogelbach (Rust) - Verein: TopCorn Rust e. V.
  - Herren: Frank Maurer (Rust) - Verein: TopCorn Rust e. V.
  - Damen Doppel: Astrid Krug (Schenefeld) und Sonja Krug (Hamburg) - Verein: CKP - Cornhole Kreis Pinneberg
  - Herren Doppel: Frank Maurer (Rust) und Claus Schmieder (Rust) - Verein: TopCorn Rust e. V.
- 2015 Quierschied (2. DM im Team-Wettbewerb):
  - TopCorn Rust I (Frank Maurer, Claus Schmieder, Armin Moog, Rainer Baumann, Torsten Schmidt)
- 2016 Rust
  - Damen: Annette Timm (Schenefeld) - Verein: CKP - Cornhole Kreis Pinneberg
  - Herren: Frank Maurer  (Rust) - Verein: TopCorn Rust e. V.
  - Damen Doppel: Sandra Hohenadel (Quierschied) und Bärbel Lauer (Quierschied)
  - Herren Doppel: Frank Maurer (Rust) und Claus Schmieder (Rust) - Verein: TopCorn Rust e. V.
- 2016 Lindhorst (3. DM im Team-Wettbewerb):
  - TopCorn Rust I (Frank Maurer, Armin Moog, Claus Schmieder, Rainer Baumann)
- 2017 Nürnberg
  - Damen: Silke Bitz (Ingelheim) - Verein: Cornholefreunde Ingelheim / TG 1847 Nieder-Ingelheim e. V.
  - Herren: Günther Reitz (Konz) - Verein: TG 1885 Konz e. V.
  - Damen Doppel: Silke Bitz (Ingelheim) und Isabelle Roos (Ingelheim) - Verein: Cornholefreunde Ingelheim / TG 1847 Nieder-Ingelheim e. V.
  - Herren Doppel: Uwe Thome (Quierschied) und Achim Huth (Rust) Verein: TopCorn Rust e. V.
- 2017 Ingelheim (4. DM im Team-Wettbewerb):
  - TopCorn Rust I (Armin Moog, Frank Maurer, Claus Schmieder, Rainer Baumann, Matthias Wißmann)
- 2018 Ingelheim
  - Damen: Silke Bitz (Ingelheim) - Verein: Cornholefreunde Ingelheim / TG 1847 Nieder-Ingelheim e. V.
  - Herren: Stefan Stein (Quierschied)
  - Damen Doppel: Silke Bitz (Ingelheim) und Isabelle Roos (Ingelheim) - Verein: Cornholefreunde Ingelheim / TG 1847 Nieder-Ingelheim e. V.
  - Herren Doppel: Günther Reitz (Konz) und Stefan Beck (Konz) - Verein: TG 1885 Konz e. V.
- 2018 Rust (5. DM im Team-Wettbewerb)
  - Sackloch-Team Quierschied (Uwe Thome, Peter Müller, Stefan Stein, Stefan Schütz, Max Kreutzer, Patrick Meyer)
- 2019 Quierschied
  - Damen: Andrea Degel (Quierschied)
  - Herren: Stefan Stein (Quierschied)
  - Damen Doppel: Silke Bitz (Ingelheim) und Isabelle Roos (Ingelheim) - Verein: Cornholefreunde Ingelheim / TG 1847 Nieder-Ingelheim e. V.
  - Herren Doppel: Armin Moog (Rust) und Rainer Baumann (Rust)  - Verein: TopCorn Rust e. V.
- 2019 Nürnberg (6. DM im Team-Wettbewerb):
  - TB Johannis 1888 Nürnberg e. V. (René Schindler, Christian Söder, Adrian Kowarz, Scott Nolen)
- 2020–2022: Aufgrund der Covid-19-Pandemie fanden keine Deutschen Meisterschaften statt.
- 2023 Nendingen
  - Damen: Andrea Degel (Quierschied)
  - Herren: Günther Reitz (Konz)
- 2023 Rust (7. DM im Team Wettbewerb):
- TopCorn Rust I (Frank Maurer, Claus Schmieder, Armin Moog, Rainer Baumann, Achim Huth)